# 章廷谦
章廷谦（1901年6月1日—1981年5月12日），字矛尘，笔名川岛、侔尘，男，浙江上虞人，中国作家，北京大学教授，曾任中国民主促进会中央委员会第四届和第五届中央委员、第六届常务委员。
章廷谦毕业于北京大学，早年间发起和创办《语丝》杂志。抗日战争期间，章廷谦任教于国立西南联合大学。抗战结束后，章廷谦回到北京大学任教，直至去世。
章廷谦早期创作集中在二十世纪二十年代，多为杂文，文字清新婉约，情感丰富。二十世纪五十年代时，因早年与鲁迅交游亲近，以此为素材写了多篇回忆鲁迅的文章，1958年集合成册出版。章廷谦的作品主要有《月夜》、《和鲁迅相处的日子》和《川岛选集》。

## 生平

### 早年生活
1901年，章廷谦生于浙江上虞的一个知识分子家庭，其祖父章怀轩为清末秀才。1915年，随父亲前往太原，就读于太原市第一中学。
1915年9月，章廷谦进入山西大学读预科。1916年2月，章廷谦进入山西大学哲学系学习。1919年，通过当时山西大学文科可以转入北京大学的政策，章廷谦进入北京大学哲学系学习。在校期间，章廷谦接触写作，并在北京晨报副刊上发表文章。1920年，章廷谦选修鲁迅主讲的《中国小说史》而与鲁迅结识。1922年，章廷谦大学毕业，留校担任哲学系助教同时兼任校长办公室西文秘书。
1924年11月，章廷谦参与发起创办《语丝》杂志，同时长期为《语丝》撰稿，《语丝》北京时期，章廷谦共为《语丝》撰稿27篇。
1926年，由于当时北京政治环境黑暗，北洋军阀压迫进步人士，高校教师薪资停发等原因，同时章廷谦又受到林语堂邀请，决定前往厦门大学任职，担任出版部干事。
1927年6月，章廷谦担任浙江大学教授，同时在杭州高级中学当教员。1931年，受到蒋梦麟邀请，章廷谦回到北京，同时担任北京大学和北平大学女子文理学院讲师。

### 抗战与国共内战时期
1937年卢沟桥事变之后，北京大学迁往长沙与清华大学、南开大学成立长沙临时大学，章廷谦随学校移居长沙，任教于长沙临时大学，同时担任校长办公室秘书。1938年，长沙临时大学迁往昆明，成立国立西南联合大学，章廷谦任教于国立西南联合大学，同时担任校长办公室秘书。
1946年8月，章廷谦回到北京担任北京大学中文系副教授。

### 中华人民共和国时期
1949年10月，加入中国民主促进会。1956年，担任民进第四届中央委员。1957年，章廷谦加入中国作家协会。
1966年，章廷谦被打成“牛鬼蛇神”。1969年8月15日，在北京大学第三次“宽严大会”上，章廷谦因在抗日战争时期，担任过“西南联大文学院国民党区分部执行委员”，被军宣队宣布为“证据确凿，拒不认罪”的“反革命分子”。之后，章廷谦多次向上级组织提起申诉。1976年1月，中共北大党委宣布，章廷谦为一般国民党党员，而非区分部执行委员。1977年11月，章廷谦得到中共北大党委平反。
1979年，章廷谦罹患脑血栓，瘫痪在床。1981年5月12日，章廷谦病逝于北京大学校医院。

## 创作

### 风格与评述
章廷谦的早期创作集中在二十世纪二十年代，多为杂文。在中华人民共和国成立之后，经出版社和亲友的鼓励，章廷谦又集中写了数篇回忆鲁迅的文章。他的创作内容主要是描写自己当时的所见所感，回忆故乡以及驳斥“现代评论派”。文字流露出来的情感多变，时而愤怒时而喜悦。章廷谦与鲁迅关系亲近，1925年至1930年间，章廷谦与鲁迅通信达61封，章廷谦的作品亦体现出鲁迅杂文的特点，显得具有“批判性、否定性和主观性”。
郁达夫认为章廷谦“人本幽默，性尤冲淡，写写散文，是最适宜也没有的人”，同时对章廷谦恋爱之后创作较少表示不满。唐弢称赞章廷谦“文字清新婉约，情意缠绵”。王瑶评价章廷谦“直爽，文如其人”。

### 主要作品
1924年，散文集《月夜》由北新书局出版。1958年，人民文学出版社出版章廷谦作品《和鲁迅相处的日子》，后于1979年，1981年两次再版。1984年，由启功题名，王瑶作序，人民文学出版社出版《川岛选集》。

| - 散文集《月夜》 - 月夜 - 刹那间的起伏 - 贺Aki君新居 - 乐园中的一日 - “上帝容我祈祷吗” - 莺哥儿 - “燕幼平” - “呕你怎么呢” - 惘然 - 致Aki - 回忆录《和鲁迅相处的日子》 - 大师和园丁———鲁迅先生与青年们 - 当鲁迅先生写《阿Q正传》的时候 - 忆鲁迅先生和《语丝》 - 和鲁迅先生在厦门相处的日子里 - 忆鲁迅先生一九二八年杭州之游 - 一件小事 - 记重印《游仙窟》 - 鲁迅先生所送给我的书 - 北京鲁迅博物馆里有:一张照片 - 鲁迅先生和杂文 - 读鲁迅先生的序跋文 - 读《鲁迅日记》杂记 - 北大一九二二年的讲义风潮与杨度 | - 《川岛选集》 - 月夜 - 撒坦的行径 - 自第十一个双十节以后 - 悲惨的余剩 - 关外与关外 - 欠缺点缀的中国人 - “又上了胡适之的当” - 人的叫卖———呈开明先生 - 爱国 - 桥上———断藕之一 - 小杂感补遗 - 关于李大钊先生 - 忆鲁迅先生和《语丝》 - 忆鲁迅先生一九二八年杭州之游 - 鲁迅先生生活琐记 - 关于鲁迅手书司马相如《大人赋》 - 永恒的激励 - 不应当死的又死了一个一一悼佩弦 - “五四”杂忆 - 北大一九二二年的讲义风潮与杨度 |

## 笔名与别名

### 川岛
1922年，日本学者片上伸来到北京大学讲学，时任助教的章廷谦负责记录。后来《晨报》副刊要刊登讲学内容，章廷谦当时正在阅读德富芦花的小说《不如归》，其中主角的姓名是川岛，章廷谦便以此为笔名发表了文章。

### 侔尘
章廷谦字矛尘，侔与矛音近。

### 一撮毛
1920年，章廷谦修读鲁迅的课程《中国小说史》，因为当时留的发型被同学戏称“一撮毛”。后被鲁迅得知，在赠与章廷谦的《中国小说史略》扉页上称其为“一撮毛哥哥”，并劝其从热恋当中抽出时间来学习。

## 家庭
章廷谦祖父章怀轩是清末秀才。父亲章怡孙多次更换工作，做过教师、记者等。章廷谦的妻子孙斐君，1919年，章与孙在同学家中相识，1924年春，章廷谦与其结婚。
婚后育有一儿两女，大女儿章淹，是中华人民共和国第一代天气预报员，曾为中华人民共和国中央人民政府成立典礼做过天气预报。二女儿章潜，二女婿陈希同。儿子章小农，在文革期间自杀。